# Heinrich Fabricius (Mediziner)
Heinrich Fabricius (* um 1547 in Bergzabern; † 28. März 1612 in Hornbach) war ein deutscher Mediziner, Dichter und Philosoph. Sein eigentlicher Name war Heinrich Faber, nach seiner Ernennung zum Poeta laureatus latinisierte er den Namen zu Fabricius.

## Leben
Fabricius erhielt ab 1559 Unterricht bei Immanuel Tremellius am neu gegründeten Hornbacher Gymnasium und ging am 1. April 1565 nach Wittenberg ab. Am 2. Mai 1565 immatrikulierte er sich in Wittenberg, 1566 nahm er ein Studium an der Akademie von Johannes Sturm in Straßburg auf.
Am 6. November 1567 wurde er Lehrer in Zweibrücken. Als Erzieher bei der Familie Friedrich von Scharffensteins ging er mit den Kindern Ostern 1568 nach Heidelberg und nahm dort das Studium der Medizin auf. 1570 wurde er als Redner oder Übersetzer für eine Gesandtschaft auf den Reichstag zu Speyer geschickt, wo er auffiel und 1572 von Kaiser Maximilian II. zum Poeta laureatus gekrönt wurde.
1573 setzte Fabricius sein Medizinstudium in Padua fort, wo er sich am 8. Januar immatrikulierte. Schon am 30. März desselben Jahres erhielt er in Basel den Doktortitel in Medizin, kehrte nach Hornbach zurück und unterrichtet dort Philosophie am Gymnasium. 1577 wurde er von Herzog Johann I. von Pfalz-Zweibrücken zum Rektor des Gymnasiums in Hornbach ernannt, dieses Amt legte er 1600 gezwungenermaßen nieder und arbeitete als Arzt.
Am 21. Oktober 1583 schrieb er einen Brief an Herzog Johann I. über die Auswirkungen der Pest auf das Hornbacher Gymnasium.
Am 28. Oktober 1597 wurde sein Sohn Heinrich Rupert Fabricius geboren.
1601 wurde Fabricius Leibarzt in Nürnberg.
Er verstarb 1612 im Alter von 65 Jahren. Man errichtete ihm in Hornbach ein Grabmal mit der Inschrift: Montanæ Henricum civem genuere Tabernæ / Fabricium, Hornbacum fovit & Italia / Inde redit duplices edoctus Apollinis artes: / Hic Rector lustrus quinque obit emeritus. / Corpus habet fanum Ioannis, ut ipse volebat: / Hæc tabula hæredum testis amoris adest.
Seine Grabinschrift lautete weiter: Qui Christum coluit coletque in ævum / Ista Fabricius recumbit urna / Summus philosophus, poëta summus / Et summus medicus: dolete amici. (Hier liegt Fabricius begraben, / Ein Mann mit christlich frommem Sinn / Ein Philosoph geschmückt mit Dichtergaben, / Ein guter Arzt, o Freunde, weint um ihn.)

## Werke
- Proempticon. In gratiam honesti et doctissimi iuvenis D. Iodoci Miodalchae Meisenheimensis in patriam Vuiteberga discedentis, Wittenberg: Petrus Seitz 1566 (VD16)
- Carmen funebre. s. l.: Neuberus, 1570
- Gratulatio Germaniae ad Galliam : De Nvptiis Christianissimi Ac Potentissimi Regis Galliae, Caroli, eius nominis IX. & Serenissimae Heroinae Isabellae, natae Reginae Hungariae & Bohemiae, Archiducissae Austriae ... Diui Maximiliani II. Imperatoris ... Filiae. Heidelberg 1570[6]
- Gratulatio ad Joannem Casimirum, Comitem Palatinum Rheni & Elisabetham, Augusti Saxoniae Principis filiam. Heidelberg 1570[7]
- Epithalamium Illvstrissimo Principi ac Domino D. Ioanni Palatino Rheni, Duci Bauariae, Comiti Veldentij ac Sponheimiae: Sponso: ac inclitae Magdalenae, Illustrißimi Principis Guillelmi, Ducis Iuliacensis, Cliuensis ac Montẽsis: ... filiae sponsae. Straßburg: Wyriot 1579 (VD16)
- Carmen In Nvptias Clarissimi & Doctissimi Viri, D. Ioannis Stvrzii, Iuris vtriusque Doctoris, ac Illustrissimi Principis Bipo[n]tini Consiliarij, Sponsi: ac Margarethae, D. Ruperti Suebelij, eiusdem Principis Consiliarij, & Prouincialis Scribae Neocastelli, &c. Filiae, Sponsae. Straßburg: Wyriot, 1580 (VD16)
- Mehrere Gedichte in: Pantaleon Candidus: Epigrammatum sacrorum libri duodecim ex prioribus libris Bibliorum. Genf: Jacob Stoer, 1589. S. 15, S. 19
- Encomium poeticum Academiae Marpurgensis artium liberalium earundemque professorum. Marburg: Egenolph (ca. 1590)
- Mehrere Gedichte in: Pantaleon Candidus: Epitaphia antiqua et recentia, Straßburg: Josias Rihel durch Andreas Rietsch, 1600; darunter:
  - Henrici III. Gall. & Polon. regis, S. 76
  - Hieronymi Bokij, S. 123. Das Epitaphium Hieronymi Tragi, Canonici Hornbacensis erneut gedruckt in Owen 1614, S. 116f., und in Adam 1620, S. 72
  - Sibyllae Kneupeliae vx. Pantaleonis [Candidi], S. 154
- 100 Gedichte in: John Owen: Epigrammatum libri tres, editio nova, Frankfurt 1614, S. 100–127
- Oratio de vita, obituque Hieronymi Tragi medici & canonici Hornbacensis, zitiert bei Adam 1620, nicht überliefert
- Ad Petrum Agricolam epigramma (Autograph in der Universitätsbibliothek Freiburg im Breisgau)[8]
- In principis Johannis Palatini Rheni e Bavaria reditum gratulatio (Autograph Universitätsbibliothek Freiburg im Breisgau)[9]
- Brief an Georg Coelestin Reverendissimo ac clarissimo viro D. Georgio Coelestino, Bipontum adventanti S. Autograph in der Sächsischen Landesbibliothek – Staats- und Universitätsbibliothek Dresden[10]